# Cameraria caryaefoliella
Cameraria caryaefoliella är en fjärilsart som först beskrevs av James Brackenridge Clemens 1859.  Cameraria caryaefoliella ingår i släktet Cameraria och familjen styltmalar. Inga underarter finns listade i Catalogue of Life.